# Парламентские выборы в Германии (1881)
Парламентские выборы в Германии 1881 года были проведены 27 октября и стали пятыми в истории Германской империи выборами в Рейхстаг. Явка избирателей составила 56,3 %, что значительно ниже явки на предыдущих выборах. Кампания вращается вокруг налоговой политики и особенно вокруг вопроса о тарифах.
Впервые Партия Центра, представляющая католиков, стала лидирующей силой парламента. Большого успеха добились левые и центристские либералы, которые воспользовались провалом национал-либералов, ранее являвшихся крупнейшей партией страны В частности, Либеральный союз, сформировавшийся в результате раскола данной партии, почти сравнялся с национал-либералами по количеству мандатов.

## Избирательная система
К голосованию были допущены подданные мужского пола старше 25 лет. Право голоса имели 20,1% всего населения.
Выборы проводились по мажоритарной системе в 382 округах. Для избрания требовалось набрать абсолютное большинство голосов. В случае, если победитель не получал абсолютного большинства, проводился второй тур между двумя кандидатами, набравшими больше всего голосов.

## Результат
| Партия                                                                               | Голосов   | %    | Мест | +/- |
| ------------------------------------------------------------------------------------ | --------- | ---- | ---- | --- |
| Партия центра                                                                        | 1 182 900 | 23,2 | 100  | ▲6  |
| Немецкая консервативная партия                                                       | 830 800   | 16,3 | 50   | ▼9  |
| Национал-либеральная партия                                                          | 746 600   | 14,6 | 47   | ▼52 |
| Германская прогрессистская партия                                                    | 649 300   | 12,7 | 60   | ▲34 |
| Либеральный союз                                                                     | 429 200   | 8,4  | 46   | ▲36 |
| Свободно-консервативная партия                                                       | 379 300   | 7,4  | 28   | ▼29 |
| Социал-демократическая партия Германии                                               | 312 000   | 6,1  | 12   | ▲3  |
| Польская партия                                                                      | 194 900   | 3,8  | 18   | ▲4  |
| Эльзас-Лотарингская партия                                                           | 153 000   | 3,0  | 15   | 0   |
| Немецкая народная партия                                                             | 103 400   | 2,0  | 9    | ▲6  |
| Немецкая ганноверская партия                                                         | 86 700    | 1,7  | 10   | 0   |
| Датская партия                                                                       | 14 000    | 0,3  | 2    | ▲1  |
| Прочие                                                                               | 15 300    | 0,3  | 0    | 0   |
| Недействительных голосов                                                             | 20 600    | -    | -    | -   |
| Всего                                                                                | 5 118 400 | 100  | 397  | 0   |
| Зарегистрировано избирателей/явка                                                    | 9 088 800 | 56,3 | -    | -   |
| Источник: Nohlen & Stöver, DGDB Архивная копия от 14 августа 2017 на Wayback Machine |           |      |      |     |